# Ectropothecium haplocladum
Ectropothecium haplocladum är en bladmossart som beskrevs av Jules Cardot 1912. Ectropothecium haplocladum ingår i släktet Ectropothecium och familjen Hypnaceae. Inga underarter finns listade i Catalogue of Life.